# Středoafrické císařství
Středoafrické císařství (francouzsky Empire centralafricain) byla autokratická monarchie, existující v letech 1976 až 1979 na území dnešní Středoafrické republiky. Vyhlásil ji 4. prosince 1976 středoafrický prezident Jean-Bédel Bokassa, který se prohlásil císařem. Zanikla 21. září 1979 svržením Bokassy s francouzskou vojenskou pomocí a znovunastolením republiky.